# توکل‌آباد (رودبار جنوب، شمال)
توکل‌آباد، روستایی در دهستان رودبار بخش مرکزی شهرستان رودبار جنوب در استان کرمان ایران است.

## جمعیت
بر پایه سرشماری عمومی نفوس و مسکن در سال ۱۳۹۵، جمعیت این روستا برابر با ۱۲ نفر (۴ خانوار) بوده است.